# Chiesa dei Santi Agostino e Cristina

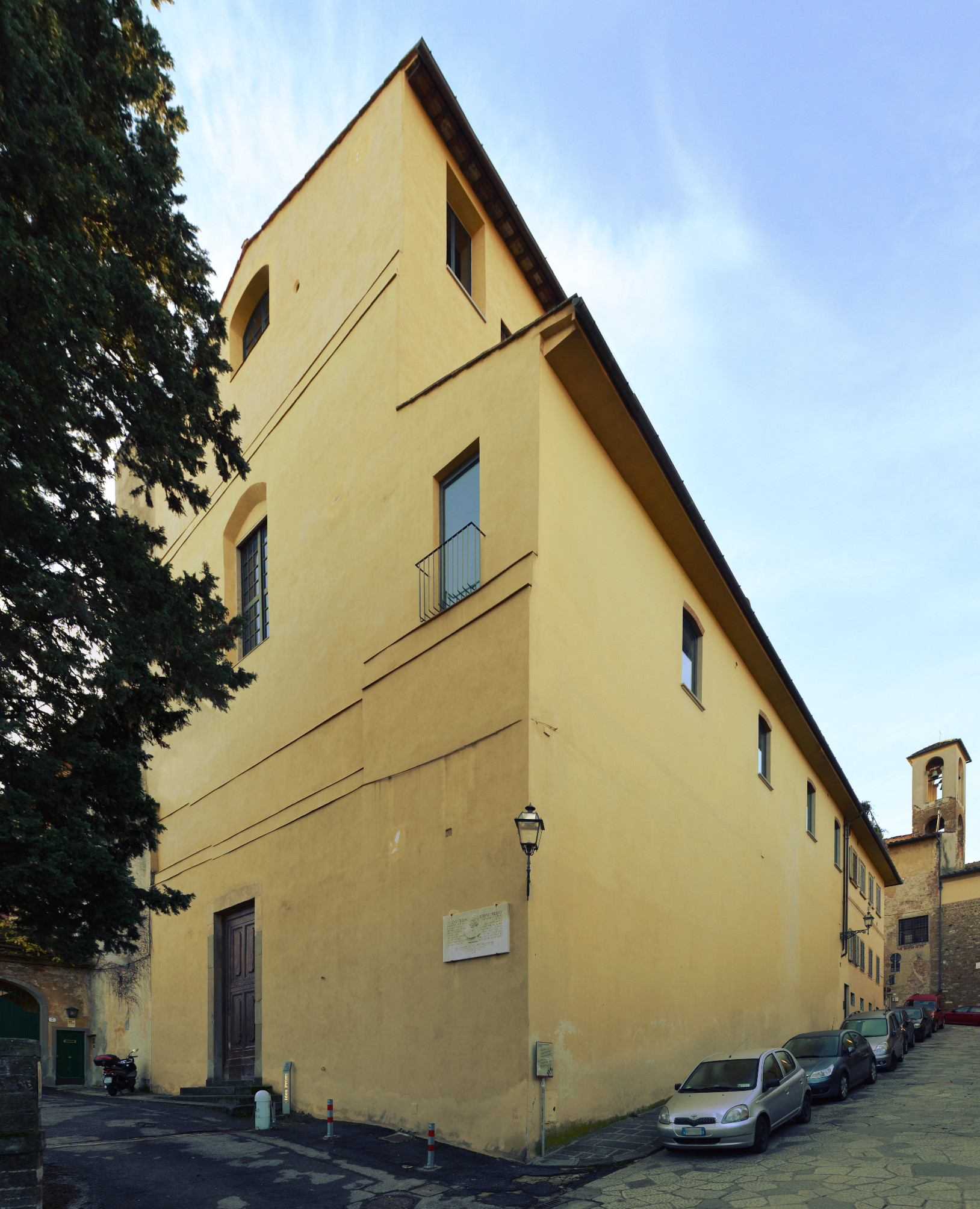
Veduta esterna da Costa Scarpuccia

La chiesa dei Santi Agostino e Cristina è un ex-luogo di culto cattolico di Firenze, situato sulla costa Scarpuccia (con accesso al complesso ai nn. 3-5-7 e posteriormente sulla costa San Giorgio nn. 28-30), nella zona collinare delle "costa", nel quartiere di Oltrarno.

## Storia

### Gli Agostiniani scalzi
Nel 1634, la granduchessa Cristina di Lorena chiamò a Firenze come suo predicatore Arsenio dell'Ascensione, priore del convento romano di San Nicola da Tolentino che era sede della chiesa nazionale dei Lorenesi a Roma. Sollecitando l'aiuto di altri nobili fiorentini e di suo nipote Ferdinando II, Cristina raccolse i mezzi per creare una nuova chiesa e monastero per gli agostiniani scalzi riformati in un terreno donato dal marito, dove era esistito un monastero benedettino.
Una cappella provvisoria venne inaugurata l'8 settembre 1636 e, mentre i progetti iniziali venivano ampliati per l'interesse di nuovi confratelli oltre le aspettative, moriva tre mesi dopo la granduchessa: da allora la chiesa fu chiamata con doppia titolazione, in onore alla regola del monastero e alla santa protettrice della granduchessa, Cristina di Bolsena. Subito dopo subentrò nel generoso patronato del monastero Vittoria della Rovere, consorte di Ferdinando II de' Medici. Completato l'acquisto e la predisposizione degli spazi necessari nei tre anni successivi, l'8 settembre 1640 si pose la prima pietra della nuova chiesa secondo un progetto di Bernardino Radi, alla cui morte subentrò nella direzione dei lavori Gherardo Silvani; entrambi lavorarono gratuitamente sostenendo l'iniziativa delle granduchesse. I lavori procedettero speditamente, grazie anche alle sinergie riguardo ai materiali e alla forza lavoro, di un altre grande cantiere graducale attivo nella stessa zona, ovvero quello dell'ampliamento di palazzo Pitti. Dopo meno di due anni, il 29 agosto 1642, la chiesa veniva già consacrata dal vescovo Pietro Niccolini. Ulteriori lavori vennero promossi nel Settecento, come lo spostamento del campanile a vela, giudicato troppo vicino a quello delle monache di San Giorgio alla Costa.

### Dopo la soppressione, l'Ottocento
La vita religiosa e monastica procedette senza interruzioni fino alle soppressioni napoleoniche del 1808, quando furono espulsi i frati e al loro posto vennero accolti i membri e le relative famiglie dell'appena costituita Compagnia dei Pompieri, procedendo ad alcuni lavori di adattamento. Con la Restaurazione del 1816, l'ordine religioso non venne comunque reinsediato, e venne valutata un'indennità con la quale il complesso potesse essere messo in vendita, venendo acquistato da Angelo Figlinesi che fece della chiesa una sorta di grande cappella di famiglia, procedendo entro il 1817 a un generale restauro e ridotamento di cappelle e altari. Suo figlio adottivo, Luigi Pigli, la vendette nel 1833 al conte russo Teodoro Petrovič d'Armiz, ciambellano della corte granducale, e in quell'occasione, essendo il proprietario di religione ortodossa, venne avviata la pratica di sconsacrazione, che divenne effettiva entro la fine dell'anno. A questa data la proprietà contava l'ex convento, la chiesa, l'edificio alla sua destra, gli orti e due case lungo la Costa. Acquistati ulteriori fabbricati limitrofi, Petroviz promosse tra il 1840 e il 1850 imponenti lavori di ristrutturazione del complesso, definitivamente trasformato in palazzo di residenza con un ampio giardino romantico e podere, peraltro dotato di una strada carrozzabile fatta appositamente tracciare. 
Passato di proprietà nel 1866 a Filippo Schwarzenberg (che quindi lo possedeva negli anni del Bacciotti che ne parla estasiato per il panorama della città che da qui si gode), fu dotato di un notevole parco all'inglese e oggetto di vari altri lavori, peraltro divenuti necessari dopo che nel 1873 il Comune aveva provveduto ad ampliare e lastricare le vie limitrofe, dando maggior respiro ai prospetti che la proprietà mostrava sia sulla costa Scarpuccia sia sulla costa San Giorgio, dove Schwarzenberg possedeva sei case a schiera. Le nuove facciate (oltre alla ridistribuzione degli interni) furono progettate dall'architetto Mariano Zamvòs e realizzate nei termini attuali. In uno degli ampi appartamenti così ricavati abitò tra il 1880 e il 1883 (quando si trasferì in via Vittorio Alfieri 8) sir James Hudson, già ministro plenipotenziario della Gran Bretagna presso la corte di Torino tra il 1852 e il 1863. 

### Il Novecento
Allo scoppio della prima guerra mondiale, venne requisita per fare da magazzino per l'esercito. Negli anni venti del Novecento, pervenuta la proprietà all'americano Charles Harry Coster, fu commissionato al paesaggista inglese Cecil Pinsent un rifacimento della parte del giardino che si affaccia sulla città (1928). Secondo Barfucci qui visse in questo periodo anche il pittore inglese Reginald Temple. Al numero 30 abitò, tra il 1921 e il 1933 circa, lo scrittore Aldo Palazzeschi, ospitando più di una volta l'amico fraterno Marino Moretti e il giovane Raffaello Franchi. Scrisse quest'ultimo: "Una volta fui da lui in una vera casa. Ma costì ebbi l'idea che non ci fossero né camere, né letti, né un vero padrone. Divani, ninnoli, libri, quadri, di De Pisis, di Campigli, di De Chirico... Una vera casa da poeta imprevidente, a metà della costa a San Giorgio, laddove da una parte sdrucciola giù la costa Scarpuccia e da un'altra la Costa dei Magnoli (...). La casa, con la sua terrazza in cima all'ultimo piano di uno dei punti più alti della città, svetta immobile, tutta confortata da una sinfonia di lontane bellezze architettoniche, e d'alberi, e di nuvole nel mobilissimo avventarsi e stridere delle rondini (...). Bellissimo luogo, aerato di luci e di oggetti, ideale". Al numero 28 è stata la sede storica della casa editrice Le Lettere, fondata nel 1976 da Federico Gentile (figlio del filosofo Giovanni Gentile) e dai figli Giovanni e Nicoletta.
Dopo aver conosciuto un periodo di relativo abbandono la chiesa si presentava nel dopoguerra ormai spogliata di tutti gli arredi e ridotta a deposito, magazzino da affittare e rimessa carrozze e automobili, con gravi alterazioni (quali la demolizione degli scalini interni per far posto a rampe per i veicoli). Agli inizi degli anni sessanta venne sottoposto un progetto per frazionare l'aula della chiesa in cinque piani che ospitassero abitazioni private, ma il vincolo architettonico, emesso già nel 1939, ne impedì la realizzazione. Negli anni sessanta e settanta si operarono sulla struttura una serie di trasformazioni a carattere utilitaristico che comunque svilirono il complesso. Dagli anni ottanta si è sviluppata la consapevolezza dell'importanza del fabbricato e della sua storia, e sono state avanzate varie ipotesi per una sua destinazione pubblica.

### Nuovi restauri
Lo stato di semi-abbandono e l'ingente spesa necessaria al recupero bloccarono però i possibili progetti di recupero fino ala fine degli anni Novanta e ai primi anni Duemila quando si fecero avanti degli acquirenti rispettivamente per il sottotetto e poi per l'intera chiesa. Con l'aiuto della Soprintendenza e della multinazionale americana Halo, i nuovi proprietari Baschi poterono avviare nel 2002 i lavori di restauro, al termine dei quali la chiesa venne destinata a uffici privati, installando alcuni cubicoli non impattanti.

## Descrizione

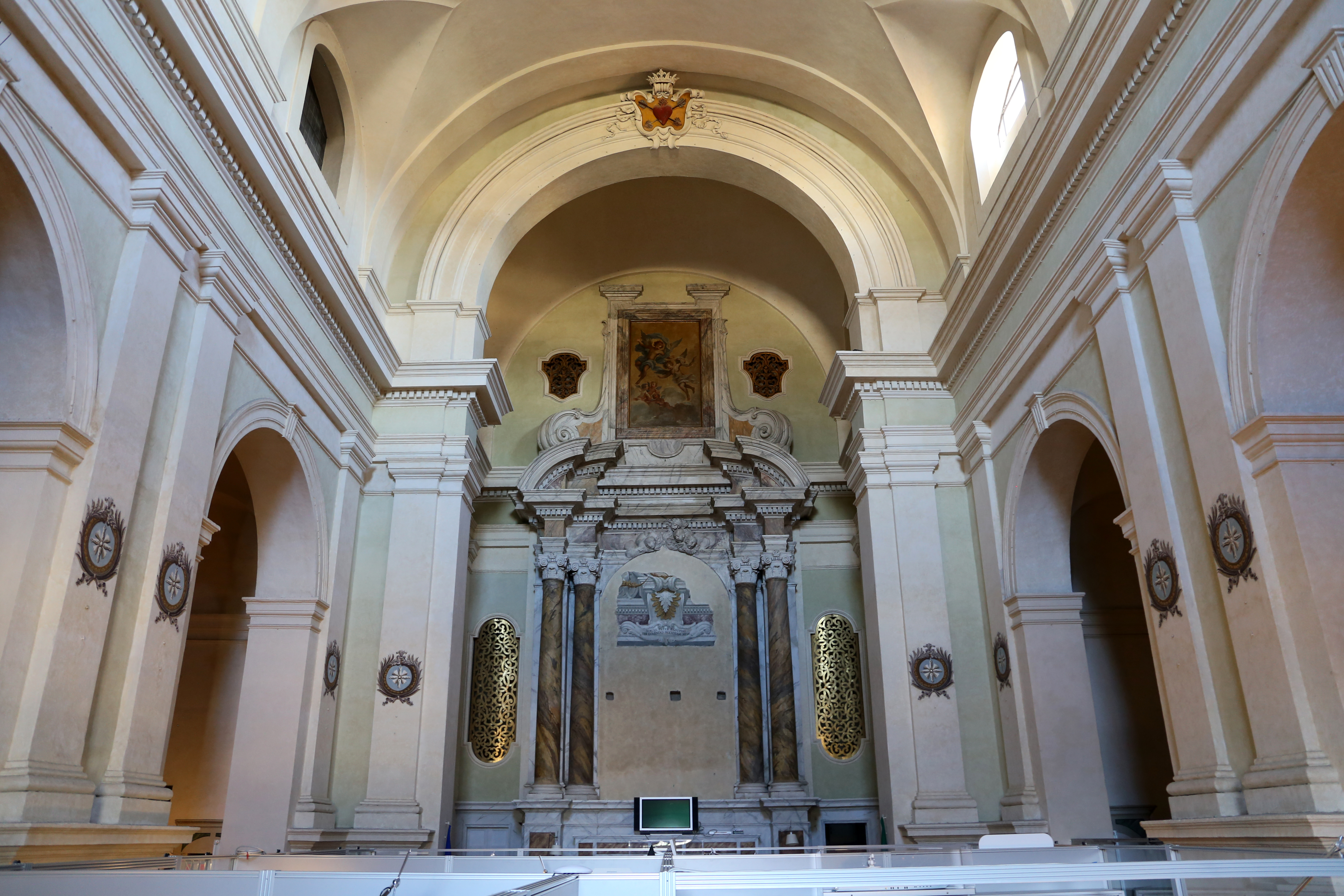
Interno

Esternamente, la chiesa è priva di particolari elementi decorativi. La facciata, rivolta verso nord-est, è preceduta da una piazzetta ed è costituita da una parete intonacata; il prospetto segue l'andamento interno della struttura ed è a salienti; in basso, al centro, si apre l'unico portale con semplice cornice in pietra, e in asse con quest'ultimo due finestre, mentre sulla destra si trova una lapide bilingue (in ungherese e italiano) che commemora la presenza nell'ex convento del letterato Ferenc Pulszky durante il suo esilio fiorentino (1862-1866).
La chiesa si presenta ad aula unica con presbiterio rialzato e tre cappelle per lato. Le opere un tempo destiate alla decorazione degli altari tornarono alle famiglie patronanti, quando possibile risalirvi, o alla diocesi, per cui si trovano oggi sparse in alcune chiese fiorentine. Tra queste la propositura di San Casciano (Crocifisso di Baccio da Montelupo), la chiesa di Santa Maria a Candeli (San Francesco di Paola di Jacopo Vignali) o quella di San Zanobi a Casignano (Maddalena presso il sepolcro con un angelo di Pietro Marchesini). A ridosso della parete di fondo dell'abside quadrangolare vi è ancora l'ancona dell'altare maggiore, con stucchi di Lorenzo Migliorini e un affresco (Angeli) di Francesco Petrucci. Originariamente essa ospitava una tavola dipinta da fra Rinovato Laico, successivamente sostituita da un quadro raffigurante Sant'Agostino di Francesco Petrucci.
Su costa San Giorgio il complesso si estende oltre la zona absidale della chiesa con un corpo di fabbrica sviluppato su due piani per undici assi, i primi e gli ultimi contrassegnati da finestre bifore.
Sulla facciata, quasi in angolo con la costa Scarpuccia, una lapide bilingue, in ungherese e italiano, ricorda il politico Ferenc Pulszky:
| \| PULSZKY FERENC TUDÓS, ÍRÓ, POLITIKUS, A MAGYAR NEMZETI MÚZEUM IGAZGATÓJA, SZÁMŰZETÉSÉNEK FIRENZEI ÉVEIT (1862-1866) AZ EGYKORI AGOSTON-RENDI KOLOSTORBÓL KIALAKÍTOTT VILLÁBAN TÖLTÖTTE \| 1814·1897 \| FERENC PULSZKY SCIENZIATO SCRITTORE E POLITICO DEL RISORGIMENTO DIRETTORE DEL MUSEO NAZIONALE DI UNGHERIA TRASCORSE I SUOI ANNI DI ESILIO FIORENTINO (1862-1866) IN QUESTA VILLA GIÀ CONVENTO AGOSTINIANO \| \| NELL'ANNO DEL BICENTENARIO DELLA NASCITA MINISTERO DELLE RISORSE UMANE BUDAPEST · MUSEO NAZIONALE DI UNGHERIA COMUNE DI FIRENZE · COMUNE DE BUDAPEST SOCIETÀ PULSZKY BUDAPEST 2014 \| \| \| |           | |
| PULSZKY FERENC TUDÓS, ÍRÓ, POLITIKUS, A MAGYAR NEMZETI MÚZEUM IGAZGATÓJA, SZÁMŰZETÉSÉNEK FIRENZEI ÉVEIT (1862-1866) AZ EGYKORI AGOSTON-RENDI KOLOSTORBÓL KIALAKÍTOTT VILLÁBAN TÖLTÖTTE | 1814·1897 | FERENC PULSZKY SCIENZIATO SCRITTORE E POLITICO DEL RISORGIMENTO DIRETTORE DEL MUSEO NAZIONALE DI UNGHERIA TRASCORSE I SUOI ANNI DI ESILIO FIORENTINO (1862-1866) IN QUESTA VILLA GIÀ CONVENTO AGOSTINIANO |
| NELL'ANNO DEL BICENTENARIO DELLA NASCITA MINISTERO DELLE RISORSE UMANE BUDAPEST · MUSEO NAZIONALE DI UNGHERIA COMUNE DI FIRENZE · COMUNE DE BUDAPEST SOCIETÀ PULSZKY BUDAPEST 2014 |           | |